# ساعة الذئب
ساعة الذئب فيلم سويدي صدر عام 1968 من تأليف وإخراج إنغمار برغمان. يعتبر فيلم الرعب الوحيد لبرغمان. رغم ان الفيلم لم يصنف من قبل الناقدين من بين أفلام برغمان الكبيرة، لكنه اختير في استفتاء للمخرجين أجرته جمعية الأفلام البريطانية عام 2012 واحدا من أهم خمسين فيلما.
تابع برغمان الفيلم بفيلمين آخرين مرتبطين "Shame (1968)" و "The Passion of Anna (1969)".

## روابط خارجية
- ساعة الذئب على موقع IMDb (الإنجليزية)
- ساعة الذئب على موقع الموسوعة البريطانية (الإنجليزية)
- ساعة الذئب على موقع روتن توميتوز (الإنجليزية)
- ساعة الذئب على موقع نتفليكس (الإنجليزية)
- ساعة الذئب على موقع ألو سيني (الفرنسية)
- ساعة الذئب على موقع Turner Classic Movies (الإنجليزية)
- ساعة الذئب على موقع أول موفي (الإنجليزية)
- ساعة الذئب على موقع فيلمافينيتي (الإسبانية)
- ساعة الذئب على موقع قاعدة بيانات الأفلام السويدية (السويدية)
- ساعة الذئب على موقع قاعدة بيانات الفيلم (الإنجليزية)